# Virgin Media One
Virgin Media One (ehemals TV3) ist ein privater Fernsehsender der Virgin Media Television in der Republik Irland.
Virgin Media Television gehört zu Virgin Media Ireland, einem Tochterunternehmen von Liberty Global. Die Studios des Senders liegen in Ballymount, Dublin. Virgin Media One hat noch drei Schwesterkanäle Virgin Media Two (ehemals 3e), Virgin Media Three (ehemals be3, ehemals UTV Ireland) und Virgin Media Sport, alle sind auch in HD zu empfangen.